# Vidigueira (freguesia)
Vidigueira est une paroisse civile portugaise (en portugais : freguesia) de la municipalité de Vidigueira dans le district de Beja.

## Géographie
Vidigueira est située dans le Bas Alentejo, au nord-est de Beja.

## Démographie
Lors du recensement de 2021, la paroisse de Vidigueira compte 2 659 habitants. Elle comprend ainsi la majorité de la population de la municipalité de Vidigueira, qui totalise 5 175 habitants sur quatre paroisses.